# Charleston (Nowy Jork)
Charleston – miasto w Stanach Zjednoczonych, w stanie Nowy Jork, w hrabstwie Montgomery.